# 朝倉治彦
朝倉 治彦（あさくら はるひこ、1924年3月30日 - 2013年9月15日）は、日本の書誌学者。四日市大学教授。

## 経歴
1924年生まれ。國學院大學特別研修科を修了。
修了後は国立国会図書館に勤務。江戸近世から近代にかけての書物の編纂・校訂を多く手掛けた。後に四日市大学教授として教鞭を執った。

## 著書

### 単著
- 『藩校の蔵書』日本古書通信社(こつう豆本 25) 1976
  - 『藩校の蔵書』出版ニュース社 (書庫縦横) 1987, 3-25頁.
- 『貸本屋大惣』日本古書通信社(こつう豆本 32) 1977
  - 『貸本屋大惣』出版ニュース社(書庫縦横) 1987, 26-51頁.
- 『日記十二ヶ月』日本古書通信社(こつう豆本 67) 1984
  - 『日記十二ヶ月』出版ニュース社(書庫縦横) 1987, 91-114頁.
- 『書庫縦横』出版ニュース社、1987年。
- 『図書館屋の書物捜索』東京堂出版 1987
- 『名所図会覚え書』日本古書通信社(こつう豆本) 1991
- 『西村茂樹と佐倉』青史社(ぼうそう・まめほん 3) 1977
  - 改題『西村茂樹の日記』出版ニュース社(書庫縦横) 1987, 115-141頁.
- 『日本名所風俗図会 3, 江戸の巻1』編集・解説解説、角川書店 1979
  - 『江戸の地誌』出版ニュース社(書庫縦横) 1987, 155-194頁.

### 雑誌論文
- 朝倉1958「小中村清矩の日記」『日本古書通信』173, 日本古書通信社.
  - 「小中村清矩の日記」出版ニュース社, 1987, 143-152頁.

### 編纂・校訂・解題
- 『柳亭種彦日記』安藤菊二・吉田幸一共編 古典文庫 1951
- 『松陰中納言物語』吉田幸一共校 古典文庫 1952
- 『諸職受領調』安藤菊二・吉田幸一共編校 古典文庫 1952
- 『諸國色里案内』中村幸彦共編 古典文庫 1953
- 『仮名草子集 男色物』校 古典文庫 1958
- 『雑芸娯楽編』(随筆辞典 2)[3] 東京堂出版 1960
  - 新版 1979年
- 『明治文化資料叢書 第7巻 書目篇』解題、風間書房
  - 改題『明治初期の出版書目』出版ニュース社(書庫縦横) 1987, 53-74頁.
- 『明治世相編年辞典』稲村徹元共編、東京堂出版 1965
  - 新版 1995年
- 『東京年中行事』(全2巻) 若月紫蘭校注、平凡社東洋文庫 1968
- 『幕末・明治研究雑誌目次集覧』柳生四郎共編、日本古書通信社 1968
- 『開国始末』（島田三郎著、朝倉治彦 解説）人物往来社〈幕末維新史料叢書 第1〉、1968年、351-357頁。
- 『明治官制辞典』東京堂出版 1969
- 『世相』原田伴彦共編、三一書房(日本庶民生活史料集成) 1970
- 『東都歳事記』斎藤月岑校注、平凡社東洋文庫 1970
- 『都市風俗』森銑三・鈴木棠三共編、三一書房(日本庶民生活史料集成) 1971
- 『明治初期三都 新刻書目』佐久間信子共編、日本古書通信社 1971
- 『守貞漫稿』喜多川守貞著、東京堂出版 1973
- 『風俗画報』(全24分冊) 校訂、明治文献 1973
- 『江戸繁昌記』寺門静軒・安藤菊二共校注 平凡社東洋文庫 1974
- 『江戸方角安見図』東京堂出版 1975
- 『芸能記録』服部幸雄共編、藝能史研究會編、三一書房(日本庶民文化史料集成) 1975
- 『江戸名所記』浅井了意校注、名著出版 1976
- 『文学碑辞典』井門寛共編、東京堂出版 1977
- 『京都書林仲間記録』(全6巻) 宗政五十緒共編、ゆまに書房(書誌書目シリーズ 5) 1977

1. 『京都書林仲間記録 1 (京都書林仲間小草紙証文帳)』ゆまに書房、1977年6月。
2. 『京都書林仲間記録 2 (京都書林行事上組重板類板出入済帳)』ゆまに書房、1977年7月。
3. 『京都書林仲間記録 3 (京都書林仲間諸証文)』ゆまに書房、1977年9月。
4. 『京都書林仲間記録 4 (京都書林行事上組諸証文標目)』ゆまに書房、1977年10月。
5. 『京都書林仲間記録 5 (京都書林行事上組済帳標目)』ゆまに書房、1977年12月。
6. 『京都書林仲間記録 6 (京都書林仲間記録解説及書名索引)』ゆまに書房、1980年4月。

- 『日本名所風俗図会』編集、角川書店

1. 『日本名所風俗図会 3 江戸の巻1』（朝倉治彦 編集）角川書店、1979年11月。
2. 『日本名所風俗図会 4 江戸の巻2』（朝倉治彦 編集）角川書店、1980年10月。

- 『東海道名所記』浅井了意 校注 平凡社東洋文庫 (全2巻) 1979
- 『柳亭種彦日記』校訂 秋山書店 1979
- 『日本名所風俗図会 3, 江戸の巻 1』編集・解説、角川書店 1979
  - 改題『江戸の地誌』出版ニュース社(書庫縦横) 1987, CiNii 155-194頁.
- 『随筆百花苑』(全15巻) 森銑三・野間光辰・中村幸彦と編集委員、中央公論社 1979-1984
- 『假名草子集成』(全47卷) 東京堂出版 1980
- 『太政官日誌』石井良助共編、東京堂出版 1980
- 『明治初期官員録・職員録集成』1 柏書房 1981
- 『三田村鳶魚 江戸年中行事』中公文庫 1981
- 『書誌年鑑 深井人詩共編』日外アソシエーツ 1982-2010[4]
- 『太政官記事 内務省録事・大蔵省録事』東京堂出版 1982
- 『出版月評』複製版 第1巻 朝倉解題、龍渓書舎 1983
  - 改題『出版月評』の創刊』出版ニュース社 (書庫縦横) 1987, 75-88頁.
- 『近世木活圖録 國會圖書館本』深澤秋男共編、青裳堂書店(日本書誌学大系) 1984
- 『江戸近郊道しるべ』村尾嘉陵編注、平凡社東洋文庫 1985
- 『幕末明治日誌集成』東京堂出版 1986
- 『近代史史料 陸軍省日誌』(全10巻) 東京堂出版 1988
- 『辞書解題辞典』惣郷正明共編、東京堂出版 1977
- 『東征日誌 公議所日誌 (続) 』(幕末明治日誌集成 3) 東京堂出版 1986
- 『遊歴雑記初編 十方庵敬順』(全2巻) 校訂、平凡社東洋文庫 1989
- 『人倫訓蒙図彙』校注、平凡社東洋文庫 1990
- 『明治東京名所図会』槌田満文共編、東京堂出版 1992
- 『近世地方出版の研究』大和博幸共編、東京堂出版 1993
- 『鳶魚江戸文庫』(全38冊) 中公文庫 1996-1998
- 『江戸名所図会』(全6巻) 斎藤長秋・斎藤月岑ほか編、鈴木棠三・朝倉治彦校注、角川文庫 1966-1968
  - 新装復刊 1989年

1. 『江戸名所図会 第1』。
2. 『江戸名所図会 第2』。
3. 『江戸名所図会 第3』。
4. 『江戸名所図会 第4』。
5. 『江戸名所図会 第5』。
6. 『江戸名所図会 第6』。

- 『新版 江戸名所図会（単行判 全3巻）』（鈴木棠三・朝倉治彦 校註）角川書店、1975年。

1. 『新版 江戸名所図会』 上巻。
2. 『新版 江戸名所図会』 中巻。
3. 『新版 江戸名所図会』 下巻。

- 『江戸切絵図集』鈴木棠三・朝倉校註、角川文庫 1968[5]

#### 旧幕引継書目録
- 『旧幕引継書目録1 市中取締類集(正・続)細目』国立国会図書館、1959年。
- 『旧幕引継書目録2 町方書上寺社書上細目』国立国会図書館、1960年。
- 『旧幕引継書目録3 諸問屋名前帳 : 細目 第1』国立国会図書館、1961年。
- 『旧幕引継書目録4 諸問屋名前帳 : 細目 第2』国立国会図書館、1962年。
- 『旧幕引継書目録5 諸問屋名前帳 : 細目 第3』国立国会図書館、1963年。
- 『旧幕引継書目録6 諸問屋名前帳 : 細目 第4』国立国会図書館、1964年。
- 『旧幕引継書目録7 御仕置例類集 細目 上』国立国会図書館、1965年。
- 『旧幕引継書目録8 御仕置例類集 細目 下』国立国会図書館、1966年。
- 『旧幕引継書目録9 撰要類集細目 第1 (享保撰要類集)』国立国会図書館、1967年。
- 『旧幕引継書目録10 撰要類集細目 第2 (明和撰要集,安永撰要類集)』国立国会図書館、1967年。
- 『旧幕引継書目録11 撰要類集細目 第3 (天保撰要類集)』国立国会図書館、1968年。
- 『旧幕引継書目録12 撰要類集細目 第4 (嘉永撰要類集,南撰要類集,七十冊物類集)』国立国会図書館、1969年。

### 解説
- 『内田魯庵書物関係著作集』(日本書誌学大系 5) (全3巻) 八木佐吉・朝倉・吉田悦志解説、青裳堂書店 1979

1. 第1巻
2. 第2巻
3. 第3巻

- 森潤三郎『考証学論攷：江戸の古書と蔵書家の調査』（朝倉治彦 解説）青裳堂書店〈日本書誌学大系9〉、1979年。
- 山口武美『明治前期戯作本書目』（朝倉治彦 解説）青裳堂書店〈日本書誌学大系10〉、1980年。
- 岩田豊樹『江戸図総目録』（朝倉治彦 解説）青裳堂書店〈日本書誌学大系11〉、1980年。
- 福井保『内閣文庫書誌の研究：江戸幕府紅葉山文庫本の考証』（朝倉治彦 解説）青裳堂書店〈日本書誌学大系12〉、1980年。